# Chan Vathanaka
Chan Vathanaka (in khmer ចាន់ វឌ្ឍនាកា; Kampot, 23 gennaio 1994) è un calciatore cambogiano, attaccante del Boeung Ket e della nazionale cambogiana.

## Statistiche

### Cronologia presenze e reti in nazionale
| Cronologia completa delle presenze e delle reti in nazionale ― Cambogia | Cronologia completa delle presenze e delle reti in nazionale ― Cambogia | Cronologia completa delle presenze e delle reti in nazionale ― Cambogia | Cronologia completa delle presenze e delle reti in nazionale ― Cambogia | Cronologia completa delle presenze e delle reti in nazionale ― Cambogia | Cronologia completa delle presenze e delle reti in nazionale ― Cambogia | Cronologia completa delle presenze e delle reti in nazionale ― Cambogia | Cronologia completa delle presenze e delle reti in nazionale ― Cambogia |
| Data                                                                    | Città                                                                   | In casa                                                                 | Risultato                                                               | Ospiti                                                                  | Competizione                                                            | Reti                                                                    | Note                                                                    |
| ----------------------------------------------------------------------- | ----------------------------------------------------------------------- | ----------------------------------------------------------------------- | ----------------------------------------------------------------------- | ----------------------------------------------------------------------- | ----------------------------------------------------------------------- | ----------------------------------------------------------------------- | ----------------------------------------------------------------------- |
| 02-06-2016                                                              | Gaoxiong                                                                | Taipei cinese                                                           | 2 – 2                                                                   | Cambogia                                                                | Qual. Coppa d'Asia 2019                                                 | -                                                                       | 89’                                                                     |
| 07-06-2016                                                              | Phnom Penh                                                              | Cambogia                                                                | 2 – 0                                                                   | Taipei cinese                                                           | Qual. Coppa d'Asia 2019                                                 | -                                                                       | 90+2’                                                                   |
| 15-10-2016                                                              | Phnom Penh                                                              | Cambogia                                                                | 2 – 1                                                                   | Laos                                                                    | ASEAN Football Championship 2016 - 1º turno                             | -                                                                       | 55’                                                                     |
| 18-10-2016                                                              | Phnom Penh                                                              | Brunei                                                                  | 0 – 3                                                                   | Cambogia                                                                | ASEAN Football Championship 2016 - 1º turno                             | -                                                                       | 55’ 58’                                                                 |
| 21-10-2016                                                              | Phnom Penh                                                              | Cambogia                                                                | 3 – 2                                                                   | Timor Est                                                               | ASEAN Football Championship 2016 - 1º turno                             | 2                                                                       | 80’                                                                     |
| 20-11-2016                                                              | Yangon                                                                  | Malaysia                                                                | 3 – 2                                                                   | Cambogia                                                                | ASEAN Football Championship 2016 - 1º turno                             | 2                                                                       |                                                                         |
| 23-11-2016                                                              | Yangon                                                                  | Cambogia                                                                | 1 – 3                                                                   | Birmania                                                                | ASEAN Football Championship 2016 - 1º turno                             | -                                                                       |                                                                         |
| 22-03-2017                                                              | Phnom Penh                                                              | Cambogia                                                                | 2 – 3                                                                   | India                                                                   | Amichevole                                                              | 1                                                                       | 83’                                                                     |
| 28-03-2017                                                              | Amman                                                                   | Giordania                                                               | 7 – 0                                                                   | Cambogia                                                                | Qual. Coppa d'Asia 2019                                                 | -                                                                       |                                                                         |
| 08-06-2017                                                              | Phnom Penh                                                              | Cambogia                                                                | 0 – 2                                                                   | Indonesia                                                               | Amichevole                                                              | -                                                                       |                                                                         |
| 13-06-2017                                                              | Phnom Penh                                                              | Cambogia                                                                | 1 – 0                                                                   | Afghanistan                                                             | Qual. Coppa d'Asia 2019                                                 | -                                                                       | 90’                                                                     |
| 05-09-2017                                                              | Phnom Penh                                                              | Cambogia                                                                | 1 – 2                                                                   | Vietnam                                                                 | Qual. Coppa d'Asia 2019                                                 | 1                                                                       |                                                                         |
| 10-10-2017                                                              | Hanoi                                                                   | Vietnam                                                                 | 5 – 0                                                                   | Cambogia                                                                | Qual. Coppa d'Asia 2019                                                 | -                                                                       | 16’ 78’                                                                 |
| 14-11-2017                                                              | Phnom Penh                                                              | Cambogia                                                                | 0 – 1                                                                   | Giordania                                                               | Qual. Coppa d'Asia 2019                                                 | -                                                                       | 20’                                                                     |
| 27-03-2018                                                              | Dushanbe                                                                | Afghanistan                                                             | 2 – 1                                                                   | Cambogia                                                                | Qual. Coppa d'Asia 2019                                                 | -                                                                       |                                                                         |
| 08-11-2018                                                              | Phnom Penh                                                              | Cambogia                                                                | 0 – 1                                                                   | Malaysia                                                                | ASEAN Football Championship 2018 - 1º turno                             | -                                                                       |                                                                         |
| 12-11-2018                                                              | Mandalay                                                                | Birmania                                                                | 4 – 1                                                                   | Cambogia                                                                | ASEAN Football Championship 2018 - 1º turno                             | 1                                                                       | 46’                                                                     |
| 20-11-2018                                                              | Phnom Penh                                                              | Cambogia                                                                | 3 – 1                                                                   | Laos                                                                    | ASEAN Football Championship 2018 - 1º turno                             | 1                                                                       |                                                                         |
| 24-11-2018                                                              | Hanoi                                                                   | Vietnam                                                                 | 3 – 0                                                                   | Cambogia                                                                | ASEAN Football Championship 2018 - 1º turno                             | -                                                                       | 85’                                                                     |
| 09-10-2021                                                              | Madinat 'Isa                                                            | Guam                                                                    | 0 – 1                                                                   | Cambogia                                                                | Qual. Coppa d'Asia 2023                                                 | 1                                                                       |                                                                         |
| 06-12-2021                                                              | Singapore                                                               | Cambogia                                                                | 1 – 3                                                                   | Malaysia                                                                | AFF Suzuki Cup 2020 - 1º turno                                          | -                                                                       | 72’                                                                     |
| 15-12-2021                                                              | Singapore                                                               | Cambogia                                                                | 3 – 0                                                                   | Laos                                                                    | AFF Suzuki Cup 2020 - 1º turno                                          | 2                                                                       | 62’                                                                     |
| Totale                                                                  |                                                                         | Presenze                                                                | 22                                                                      |                                                                         | Reti                                                                    | 11                                                                      |                                                                         |